# Sebastian Ingrosso

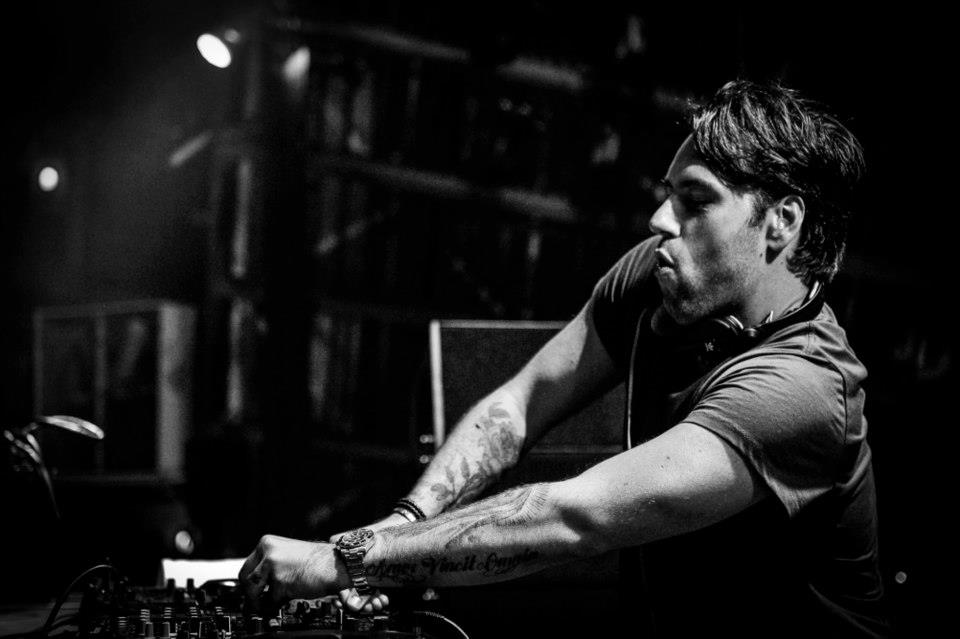
Sebastian Ingrosso på scen 2013.

Sebastian Carmine Ingrosso, med artistnamnet Ingrosso, född 20 april 1983 i Nacka församling, Stockholms län, är en svensk DJ och musikproducent samt skivbolagsägare av Refune Records. Han är bland annat medlem i det svenska DJ-kollektivet Swedish House Mafia där han jobbar med Axwell och Steve Angello. Han jobbar även ihop med enbart Axwell i gruppen Axwell och Ingrosso. Han fick utmärkelsen "Highest new entry" efter en 25:e plats på 2009 års DJ Mag Top 100-lista. Ingrosso är även medägare till flertal restauranger i Stockholm. Italienaren Un Poco och hälsorestaurangen Kale and Crave tillsammans med dj:n Alesso och artisten Vincent Pontare. 

## Refune Records
2003 grundade Sebastian Ingrosso skivbolaget Refune Records där musikproducenter som Style of Eye, Alesso, Swanky Tunes, Bottai, Amersy, Otto Knows, Steve Angello, An21, Max Vangeli och Silvana Imam har släppt sina låtar.

## Privatliv
Sebastian Ingrosso är son till Vito Ingrosso och Marie Reinikainen, ogift Pettersson, samt halvbror till artisten Rein. Han är vidare kusin till  Oliver Ingrosso, Bianca Ingrosso och Benjamin Ingrosso. Ingrosso är sedan 2011 gift med sångerskan och låtskrivaren Kinnda. Makarna har två döttrar.

## Diskografi
| År   | Namn                              |
| ---- | --------------------------------- |
| 2000 | "Par Telephone"                   |
| 2004 | "Mode Machine"                    |
| 2004 | "Hook Da Mode"                    |
| 2005 | "Body Beat"                       |
| 2005 | "Walk Talk Acid"                  |
| 2005 | "Mode Machine"                    |
| 2006 | "Infatuation of a Dancing Belmun" |
| 2006 | "Stockholm Disco"                 |
| 2008 | "Chaa Chaa"                       |
| 2008 | "Fired up" / "Click"              |
| 2009 | "Kidsos"                          |
| 2009 | "Laktos"                          |
| 2011 | "Meich"                           |
| 2012 | "Calling" (Lose My Mind)          |
| 2013 | "Roar"                            |
| 2013 | "Reload"                          |
| 2014 | "We Come We Rave We Love          |
| 2015 | "Can't Hold Us Down"              |
| 2015 | "Something New"                   |
| 2015 | "On My Way"                       |
| 2015 | "Sun Is Shining"                  |
| 2015 | "This Time"                       |
| 2015 | "Dream Bigger - Instrumental"     |
| 2016 | "FLAGS!"                          |
| 2016 | "Dream Bigger - Vocal Version"    |
| 2016 | "Dark River"                      |

### Tillsammans med Swedish House Mafia
| År   | Namn                                        | Album     |
| ---- | ------------------------------------------- | --------- |
| 2010 | "One"                                       | Until One |
| 2010 | "One (Your Name)" (feat. Pharrell Williams) | Until One |
| 2010 | "Miami 2 Ibiza"                             | Until One |
| 2010 | "Miami 2 Ibiza" (vs. Tinie Tempah)          | Until One |
| 2011 | "Save the World" (feat. John Martin)        | Until Now |
| 2011 | "Antidote" (vs. Knife Party)                | Until Now |
| 2012 | "Greyhound"                                 | Until Now |
| 2012 | "Don't You Worry Child" (feat. John Martin) | Until Now |

### Tillsammans med andra
| År   | Namn | Album               |
| ---- | --- | ------------------- |
| 2007 | "It's True" (Axwell & Sebastian Ingrosso vs. Salem Al Fakir)                                             | —                   |
| 2009 | "Leave the World Behind" (Axwell / Sebastian Ingrosso / Steve Angello / Laidback Luke feat. Deborah Cox) | Until One           |
| 2009 | "How Soon Is Now" (David Guetta, Sebastian Ingrosso & Dirty South feat. Julie McKnight)                  | One Love            |
| 2012 | "Calling (Lose My Mind)" (Sebastian Ingrosso & Alesso feat. Ryan Tedder)                                 | Until Now           |
| 2012 | "Reload" (Sebastian Ingrosso & Tommy Trash)                                                              | Until Now           |
| 2013 | "Reload (Vocal Mix)" (Sebastian Ingrosso & Tommy Trash feat. John Martin)                                | —                   |
| 2013 | "Roar" (Axwell & Sebastian Ingrosso)                                                                     | Monsters University |
| 2013 | "Eclipse (Why Am I Doing This)" (Sebastian Ingrosso, Alesso & Steve Angello)                             | —                   |